# Джи Ем Ей
Джи Ем Ей (на английски: GMA) е филипинска медийна компания със седалище в Дилиман, Кесон Сити. Той се занимава предимно с радио и телевизионно излъчване, като дъщерни дружества се занимават с различни бизнеси, свързани с медиите. По-голямата част от печалбите му се получават от публичност и доходи от маркетинг, свързани с телевизионното разпространение. Джи Ем Ей е най-голямата медийна компания във Филипините по отношение на пазарната капитализация, обхвата, дела на аудиторията и броя на станциите, но на второ място само по приходи, активи и служители.
Компанията е основана през 1950 г., в момента притежава и управлява два национални телевизионни канала (GMA и GTV), четири цифрови телевизионни канала (Heart of Asia, Hallypop, I Heart Movies и DepEd TV) две национални радиостанции (Super Radyo DZBB 594 kHz и Barangay LS 97.1), две регионални радио мрежи (Super Radyo и Barangay FM), той също така управлява три международни канала (GMA Pinoy TV, GMA Life TV и GMA News TV International), заедно с дъщерни дружества, занимаващи се с производство и разпространение на филми (GMA Pictures), музикална продукция и издателство (GMA Music), развитие и управление на таланти (GMA Artist Center) доставчици на цифрова наземна телевизия (GMA Affordabox и GMA Now) и редица технологии за сближаване на интернет и цифрови технологии (GMA New Media) във Филипините . Компанията е публично търгувана компания на Филипинската фондова борса.